# Joan Chandler
Joan Chandler, nome d'arte di Joan Cheeseman (Butler, 24 agosto 1923 – New York, 11 maggio 1979), è stata un'attrice statunitense.

## Biografia
Dopo la partecipazione al biografico Notte e dì (1946), ispirato alla vita del compositore Cole Porter, e al melodramma Perdutamente (1946), accanto a Joan Crawford e John Garfield, Joan Chandler divenne celebre per il ruolo di Janet Walker nel thriller Nodo alla gola (1948), diretto e prodotto da Alfred Hitchcock.
La sua carriera cinematografica fu però discontinua e, negli anni cinquanta, l'attrice passò al teatro e alla televisione, dove apparve in alcune celebri serie come Robert Montgomery Presents (1952) e Studio One (1950-1956).
Sposata due volte, con David McKay e successivamente con Charles C. Hogan, la Chandler morì di cancro a New York nel 1979, all'età di 55 anni.

## Filmografia

### Cinema
- Notte e dì (Night and Day), regia di Michael Curtiz (1946)
- Perdutamente (Humoresque), regia di Jean Negulesco (1946)
- Nodo alla gola (Rope), regia di Alfred Hitchcock (1948)
- Dragstrip Riot, regia di David Bradley (1958)
- How to Make a Monster, regia di Herbert L. Strock (1958)
- Too Soon to Love, regia di Richard Rush (1960)

### Televisione
- The Philco Television Playhouse – serie TV, 1 episodio (1949)
- Actor's Studio – serie TV, 1 episodio (1950)
- Starlight Theatre – serie TV, 1 episodio (1950)
- Pulitzer Prize Playhouse – serie TV, 1 episodio (1951)
- Somerset Maugham TV Theatre – serie TV, 2 episodi (1951)
- Celanese Theatre – serie TV, 1 episodio (1951)
- Suspense – serie TV, 1 episodio (1951)
- Robert Montgomery Presents – serie TV, 2 episodi (1952)
- Studio One – serie TV, 2 episodi (1950-1956)
- Armstrong Circle Theatre – serie TV, 2 episodi (1951-1962)

## Doppiatrici italiane
- Rina Morelli in Perdutamente
- Fiorella Betti in Nodo alla gola